# Мигдаловичи
Мигда́ловичи (бел. Мігда́лавічы) — деревня в составе Станьковского сельсовета Дзержинского района Минской области Беларуси. Деревня расположена в 13 километрах от Дзержинска, 42 километрах от Минска и 11 километрах от железнодорожной станции Койданово.

## История
Известна с XVI века в составе Великого княжества Литовского. В 1589 году здесь был Мигдаловичский дворец с  хозяйственными постройками, 5 семей платили налоги, владение Радзивиллов. После 2-го раздела Речи Посполитой (1793) в составе Российской империи. В 1800 году — деревня, 13 дворов, 81 житель, принадлежала Доминику Радивилу, в Минском уезде. В середине XIX веке собственность графа Э. Чапского, относилась к поместью Станьково, 82 ревизские души (на 1858 год). Во 2-й половине XIX века — начале XX века в Станьковской волости Минского уезда Минской губернии. По данным переписи 1897 года, в деревне — 41 двор, 243 жителей.  В июне 1902 года состоялось противостояние 15 сельчан с представителями администрации графа Э. Чапского из-за спора по поводу границ владений. В 1917 году — 49 дворов, 272 жителей. 
С 9 марта 1918 года в составе провозглашённой Белорусской Народной Республики, однако фактически находилась под контролем германской военной администрации. С 1 января 1919 года в составе Советской Социалистической Республики Белоруссия, а с 27 февраля того же года в составе Литовско-Белорусской ССР, летом 1919 года деревня была занята польскими войсками, после подписания рижского мира — в составе Белорусской ССР. С 20 августа 1924 года деревня в Станьковском сельсовете Койдановского (29 июня 1932 года переименован в Дзержинский) района Минской округа. С 31 июля 1937 года в составе Минского района, с 4 февраля 1939 года вновь в составе восстановленного Дзержинского района, с 20 февраля 1938 года в Минской области. По данным переписи 1926 года — 50 дворов, 257 жителей. В годы коллективизации организован колхоз. 
В Великую Отечественную войну с 28 июня 1941 года по 6 июля 1944 года посёлок был оккупирован немецко-фашистскими. захватчиками. На фронте погибли 22 жителя. В 1960 насчитывалось 186 жителей. Входила в колхоз имени Ленина (центр — д. Заболотье). В 1991 года в деревне 48 дворов, 142 жителей. В 2009 года в составе агрокомбината «Дзержинский»,

## Население
| Численность населения (по годам) | Численность населения (по годам) | Численность населения (по годам) | Численность населения (по годам) | Численность населения (по годам) | Численность населения (по годам) | Численность населения (по годам) | Численность населения (по годам) |
| 1800                             | 1897                             | 1917                             | 1926                             | 1960                             | 1991                             | 1998                             | 1999                             |
| -------------------------------- | -------------------------------- | -------------------------------- | -------------------------------- | -------------------------------- | -------------------------------- | -------------------------------- | -------------------------------- |
| 81                               | ↗243                             | ↗272                             | ↘257                             | ↘186                             | ↘142                             | ↗158                             | ↘152                             |
| 2004                             | 2010                             | 2017                             | 2018                             | 2020                             |                                  |                                  |                                  |
| ↗154                             | ↘122                             | ↗128                             | ↘125                             | ↘121                             |                                  |                                  |                                  |

## Достопримечательности
- Памятник землякам, расположенный в центре деревне в память о 50 жителей Мигдаловичей, погибших на фронтах Великой Отечественной войны и партизанской борьбе с оккупантом, в 1966 году был поставлен обелиск[6].